# Nesselberg (Wasgau)
Der Nesselberg ist ein 356,2 Meter hoher Berg im Pfälzerwald.

## Geographie

### Lage
Der Berg befindet sich auf Gemarkung der Ortsgemeinde Schwanheim, jedoch in unmittelbarer Nähe des Siedlungsgebiets der Nachbargemeinde Lug. Entlang seiner Süd- und Ostflanke verläuft der Rimbach, entlang seiner Nordflanke der Lugbach. Benachbarte Berge sind der Hülsenberg (447,2 Meter) im Westen und der Höllenberg (455,2 Meter) im Osten, wodurch er lediglich eine geringe Dominanz besitzt.

### Naturräumliche Zuordnung
1. Großregion 1. Ordnung: Schichtstufenland beiderseits des Oberrheingrabens
2. Großregion 2. Ordnung: Pfälzisch-saarländisches Schichtstufenland
3. Großregion 3. Ordnung: Pfälzerwald
4. Region 4. Ordnung (Haupteinheit): Wasgau
5. Region 5. Ordnung: Dahner Felsenland

## Natur
Auf dem Berg befindet sich der Nesselberg-Felsen.

## Tourismus
Über den Berg verläuft der Rimbach-Steig.

## Verkehr
Entlag seiner Südflanke verläuft die Landesstraße 490, entlang seiner Nord- und Ostflanek die Landesstraße 495 und entlang seiner Westflanke die Kreisstraße 54.